# Počveništvo
Počveništvo je ideologija, ki jo je vse svoje življenje gradil in nadgrajeval najpomembnejši nosilec te miselnosti - Dostojevski; gradil jo je na tezi, da se morajo izobraženi krogi ruske družbe zbližati in združiti z osnovo osnov ruske
nacije, z »grudo« (rus. počva), t. j. z ruskim ljudstvom. Ideal razumevajočega odnosa do ljudstva in ustvarjalne povezanosti z duhom ljudske kulture, ki naj bi mu sledil izobraženi sloj ruske družbe, pa je Dostojevski odkril v osebnosti in ustvarjanju Puškina.